# A6 (Kazakistan)
La Strada nazionale A6 è una strada del Kazakistan.

## Storia
La strada nazionale A6, dalla sua costruzione nell'allora RSS Kazaka (repubblica costituente l'URSS) fino al 2011, anno delle riforme sul sistema stradale kazako, si chiamava A351 nel tratto da Kokpek a Kegen e A362 nel tratto da Kegen a Qazaq-Karkara, fino al confine con il Kirghizistan.

## Percorso
La A6 parte da Kokpek, da un interscambio tra la A2 e la A5, e prosegue verso sud-est fino a Kegen. Usciti dal centro, la strada A6 continua verso sud fino al confine con il Kirghizistan. Si tratta di una delle poche aree a bassa quota della catena montuosa del Tian Shan e il confine con il Kirghizistan si estende a circa 2000 metri sul livello del mare. In Kirghizistan continua come  (EM-08).